# Aoi Yūki
Aoi Yūki (悠木 碧, Yūki Aoi) est une seiyū, chanteuse et idole japonaise née le 27 mars 1992 à Chiba. Elle est affiliée à l'agence Pro-Fit. Son ancien nom de scène est Aoi Yabusaki.
À 16 ans, elle joue le rôle de Murasaki Kuhōin dans Kurenai. Elle a eu deux rôles en 2008, huit en 2009, et 12 en 2010. Elle a été diplômée (du lycée) en mars 2010.
Elle entame également une carrière de chanteuse solo à partir de 2012. En parallèle, elle forme en 2013 le groupe d'idoles Petit Milady aux côtés d'Ayana Taketatsu (autre chanteuse et seiyū).

## Discographie

### Albums
Album studio
1. 11 février 2015 - Ishmael (イシュメル?)

Mini albums
1. 28 mars 2012 - Petit Pas (プティパ?)
2. 13 février 2013 - Meriba (メリバ?)
3. 14 décembre 2016 - Tokowaka no Kuni (トコワカノクニ?)

### Singles
1. 29 janvier 2014 - Bijoumania (ビジュメニア?)
2. 30 avril 2014 - Cupid Review (クピドゥレビュー?)
3. 22 février 2017 - Los! Los! Los! / Yōjō Senki (Los! Los! Los! / ターニャ・デグレチャフ?)

## Rôles

### Enfance
- Seijū Sentai Gingaman
- Hyakujuu Sentai Gaoranger
- Kamen Rider 555

### Anime
Liste des rôles :
- 2003 : L'Odyssée de Kino : Sakura
- 2004 : Aishiteruze Baby : Marika
- 2005 : Onegai My Melody : Koto Yumeno
- 2008 : Kurenai : Murasaki Kuhōin
- 2008 : Shikabane Hime: Aka : Akira Tōoka
- 2009 : Akikan! : Budoko
- 2009 : Anyamaru Tantei Kiruminzuu : Riko Mikogami
- 2009 : Nogizaka Haruka no Himitsu: Purezza : Hikari Hatsuse
- 2009 : Shikabane Hime: Kuro : Akira Tōoka
- 2009 : Sora no Manimani : Maibara
- 2009 : Yumeiro pâtissière : Ichigo Amano
- 2009 : Yutori-chan : Yutori Tanaka
- 2010 : Dance in the Vampire Bund : Mina Tepes
- 2010 : Durarara!! : Shinra Kishitani (jeune)
- 2010 : Hyakka Ryōran Samurai Girls : Jūbei Yagyū
- 2010 : Ichiban Ushiro no Dai Maō : Korone
- 2010 : Jewelpet Tinkle : Amelie
- 2010 : Que sa volonté soit faite : Mio Aoyama
- 2010 : Persona 4: The Animation : Aika Nakamura
- 2010 : Pokémon: Best Wishes! : Iris
- 2010 : Shiki : Sunako Kirishiki
- 2010 : La Mélodie du ciel : So Ra No Wo To) : Noel Kannagi
- 2010 : Soredemo Machi wa Mawatteiru : Toshiko Tatsuno
- 2010 : Yumeiro pâtissière : Ichigo Amano
- 2011 : A Channel : Tooru
- 2011 : Beelzebub : Chiaki Tanimura
- 2011 : Last Exile : Fam aux ailes d'argent : Giselle Colette
- 2011 : Gosick : Victorique de Blois
- 2011 : Ikoku Meiro no Croisée : Alice Blanche
- 2011 : Puella Magi Madoka Magica : Madoka Kaname
- 2012 : Inazuma Eleven Go Chrono Stone : Nanobana Kinako
- 2012 : Seraph of the End : Krul Tepes
- 2012 : Senki Zesshou Symphogear : Hibiki Tachibana
- 2013 : Inazuma Eleven Go Galaxy : Morimura Konoha
- 2013 : Puella Magi Madoka Magica Rebellion (en) : Madoka Kaname
- 2013 : Senki Zesshou Symphogear G : Hibiki Tachibana
- 2014 : Black Bullet : Kohina Hiruko
- 2014 : Love Song pour un Pilote : Nina Viento / Claire Cruz
- 2014 : Persona 4: The Golden Animation : Aika Nakamura
- 2014 : Soul Eater Not! : Meme Tatane
- 2014 : Sword Art Online II : Mother's Rosario : Yuuki
- 2014 : Seven Deadly Sins : Diane
- 2015 : Overlord : Clémentine
- 2015 : Gangsta. : Nina
- 2015 : Seiken Tsukai no World Break : Shizuno Urushibara
- 2015 : Senki Zesshou Symphogear GX : Hibiki Tachibana
- 2015 : Rokka no yūsha : Fremy Speeddraw
- 2015 ‐ 2019 : One Punch Man : Tornade Tragique "Tatsumaki"
- 2016 : Ace Attorney : Maya Fey
- 2016 : Erased : Kayo Hinazuki
- 2016 : Qualidea Code : Maihime Tenkawa
- 2016 : Koe no katachi : Yuzuru Nishimiya
- 2017 : Youjo Senki : Tanya Degurechaff
- 2017 : Sakurada Reset : Sumire Sōma
- 2017 : Aho Girl : Yoshiko Hanabatake
- 2017 : Senki Zesshou Symphogear AXZ : Hibiki Tachibana
- 2017 : Boku no Kanojo ga Majimesugiru Sho-bitch na Ken (en) : Kousaka Akiho
- 2018 : My Hero Academia : Tsuyu Asui
- 2018 : Otaku Otaku : Kou Sakuragi
- 2018 : Doraemon: Nobita no Takarajima : Quiz
- 2018 : Radiant : Mélie
- 2018 : Monster Strike : Sora no Kanata : Yūna
- 2019 : Boogiepop wa Warawanai : Boogiepop
- 2019 : Isekai Quartet : Tanya Degurechaff
- 2019 : Senki Zesshou Symphogear XV : Hibiki Tachibana
- 2019 : Fire Force : Tamaki Kotatsu
- 2019 : Granbelm : Suishou Hakamada
- 2020 : Healin' Good Precure : Nodoka Hanadera/Cure Grace
- 2020 : Isekai Quartet 2 : Tanya Degurechaff
- 2020 : Rent-A-Girlfriend : Mami Nanami
- 2020 : So I'm a Spider, So What? : Kumoko
- 2021 : La Sorcière invincible tueuse de Slime depuis 300 ans : Azusa Aizawa
- 2021 : Farewell, My Dear Cramer : Midori Soshizaki
- 2021 : Sonny Boy : Mizuho
- 2022 : Coma héroïque dans un autre monde : Mabel Rayveil[4]
- 2022 : Cyberpunk: Edgerunners : Lucy
- 2023 : Nier: Automata Ver1.1a : Pascal
- 2023 : Spy Classroom : Monika (a.k.a. Glint)
- 2023 : Hikikomari Kyūketsuki no Monmon : Prohelia Zutazutsky
- 2023 : Les Carnets de l'apothicaire : Mao Mao
- 2023 : Faraway Paladin : Déesse Gracefield
- 2023 : Undead Unluck : Gina Chamber
- 2024 : Ranma 1/2 : Azusa Shiratori

### Jeux
- Another Eden : Melissa
- Azur Lane : Taihou
- BlazBlue: Continuum Shift : Platinum the Trinity
- BlazBlue: Chrono Phantasma : Platinum the Trinity
- BlazBlue: Central Fiction : Platinum the Trinity
- Chain Chronicle Part 4 (en) : Mabel Rayveil (Isekai Ojisan)[5]
- Puella Magi Madoka Magica Portable : Madoka Kaname
- Rune Factory 4 : Margaret
- Inazuma Eleven GO 2: Chrono Stone (jeu vidéo) : Nanobana Kinako
- Inazuma Eleven GO 3: Galaxy (jeu vidéo) : Morimura Konoha
- Sonic Boom : Sticks the Badger
- League of Legends : Lulu
- Persona 5 : Futaba Sakura/Oracle
- Nier: Automata: Pascal
- SINoALICE : Les Trois Petits Cochons
- Xenoblade Chronicles 2 : Finch
- Sdorica Sunset : Tica
- Fate/Grand Order : Shuten Dōji, Okita Shouji, Ganesha
- Pokémon Let's Go, Pikachu et Let's Go, Évoli : Évoli
- Pokémon Épée et Bouclier : Évoli
- Fire Emblem: Three Houses : Lysithea von Ordelia
- Fire Emblem Heroes : Lysithea von Ordelia
- Fire Emblem Warriors: Three Hopes : Lysithea von Ordelia
- Genshin Impact : Lumine (Voyageuse)
- Ys VIII : Lacrimosa of Dana : Io
- Dragon Quest Heroes II : Maribel
- Epic Seven (en) : Ravi, Apocalypse Ravi[6]